# Luizinho Vieira
Luiz Henrique Vieira, meglio noto come Luizinho Vieira (Criciuma, 4 febbraio 1972), è un allenatore di calcio ed ex calciatore brasiliano, di ruolo centrocampista, tecnico del Confiança.

## Palmarès

### Giocatore
- Campionato Catarinense: 1

Criciúma: 1993
- Campionato Paranaense: 2

Athletico Paranaense: 1998 2000

### Allenatore
- Campeonato Brasileiro Série C: 1

Amazonas: 2023